# Elias Koutsoupias
Elias Koutsoupias ist ein griechischer Informatiker.
Koutsoupias studierte an der Nationalen Technischen Universität Athen Elektrotechnik mit dem Bachelor-Abschluss und wurde 1994 bei Christos Papadimitriou an der University of California, San Diego promoviert (On-Line Algorithms and the k-Server Conjecture). Er lehrte danach an der University of California, Los Angeles, war Professor an der Universität Athen und ist Professor an der University of Oxford.
2012 war er einer der Empfänger des Gödel-Preises für seinen Beitrag zur Begründung der Algorithmischen Spieltheorie und speziell die Einführung des Price of Anarchy Konzepts mit Papadimitriou in ihrem Aufsatz Worst-case equilibria. Ihre Analyse quantifizierte den Leistungsverlust durch eigennütziges Verhalten von Nutzern und Servern in einem Internet ohne Aufsicht. Daneben befasst er sich mit Komplexitätstheorie, Entwurf und Analyse von Algorithmen, Online Algorithmen, Netzwerken, Entscheidungen unter Unsicherheiten und mit mathematischer Ökonomie.
Er erhielt einen Advanced Grant des European Research Council.

## Schriften
- mit Sayan Bhattacharya, Janardhan Kulkarni, Stefano Leonardi, Tim Roughgarden, Xiaoming Xu: Near-optimal multi-unit auctions with ordered bidders, in: ACM Conference on Electronic Commerce, 2013, S. 91–102
- mit Christos Papadimitriou: Worst-case equilibria, Computer Science Review, Band 3, 2009, S. 65–69.
- mit Papadimitriou: Worst-case equilibria, Proceedings of the 16th annual conference on Theoretical aspects of computer science, 1999, 404-413
- The k-server problem, Computer Science Review, Band 3, 2009, S. 105–118.
- mit Christos Papadimitriou: On the k-server conjecture, Journal of the ACM, Band 43, 1995, S. 971–983.
- mit Papadimitriou: Beyond competitive analysis, SIAM Journal on Computing Band 30, 2000, S. 300–317.
- mit George Christodolou: The price of anarchy of finite congestion games, Proc. 37. STOC, 2005, S. 67–73.
- mit Alex Fabrikan, Christos Papadimitriou: Heuristically optimized trade-offs: A new paradigm for power laws in the Internet, in: Automata, Languages and Programming, 2002, 781